# Густаф Нільссон
Густаф Нільссон (швед. Gustaf Nilsson; нар. 23 травня 1997, Фалькенберг) — шведський футболіст, нападник бельгійського клубу «Брюгге» та національної збірної Швеції.
Виступав також за клуби «Фалькенбергс ФФ», «Брондбю» та «Уніон Сент-Жілуаз».
Володар Кубка Бельгії.

## Клубна кар'єра
Народився 23 травня 1997 року в місті Фалькенберг. Вихованець футбольної школи клубу «Фалькенбергс ФФ». Дорослу футбольну кар'єру розпочав 2014 року в основній команді того ж клубу, в якій провів два сезони, взявши участь у 31 матчі чемпіонату. 
Своєю грою за цю команду привернув увагу представників тренерського штабу клубу «Брондбю», до складу якого приєднався 2016 року. Відіграв за команду з Брондбю наступний сезон своєї ігрової кар'єри.
Згодом з 2017 по 2022 рік грав у складі команд «Сількеборг», «Вайле», «Геккен», «Фалькенбергс ФФ» та «Веен».
У 2022 році уклав контракт з клубом «Уніон Сент-Жілуаз», у складі якого провів наступні два роки своєї кар'єри гравця. Більшість часу, проведеного у складі «Уніон Сент-Жілуаз», був основним гравцем атакувальної ланки команди.
До складу клубу «Брюгге» приєднався 2024 року. Станом на 2 серпня 2024 року відіграв за команду з Брюгге 8 матчів у національному чемпіонаті.

## Виступи за збірні
У 2014 році дебютував у складі юнацької збірної Швеції (U-19), загалом на юнацькому рівні взяв участь у 10 іграх, відзначившись 5 забитими голами.
Протягом 2015–2018 років залучався до складу молодіжної збірної Швеції. На молодіжному рівні зіграв у 6 офіційних матчах.
У 2018 році дебютував в офіційних матчах у складі національної збірної Швеції.

## Досягнення
«Юніон»
- Володар Кубка Бельгії: 2023–24

«Брюгге»
- Володар Кубка Бельгії: 2024–25[1]
- Володар Суперкубка Бельгії: 2025